# Louis Zamperini
Louis Silvie «Louie» Zamperini (Olean, Nueva York, 26 de enero de 1917 - Los Ángeles, California, 2 de julio de 2014) fue un atleta estadounidense de origen italiano que participó en los Juegos Olímpicos de Berlín 1936. Participó en la Segunda Guerra Mundial, en la que logró sobrevivir 47 días en una balsa en medio del Océano Pacífico, tras estrellarse el avión en el que viajaba. Más tarde fue trasladado a un campo de prisioneros en Japón (Ōfuna) donde soportó constantes maltratos físicos y trabajos forzosos.
Su historia de superación personal fue narrada por Laura Hillenbrand en el libro "Invencible: una historia de supervivencia, valor y resistencia durante la Segunda Guerra Mundial" que se convirtió en una obra superventas y fue llevada al cine en 2014 con el título de Unbroken, siendo dirigida por Angelina Jolie.

## Biografía

### Infancia
Louis Zamperini nació en el estado de Nueva York. Hijo de dos inmigrantes italianos, Anthony Zamperini y Louise Dossi, era el segundo de la familia, detrás de su hermano Pete. Las dos hermanas de Louis eran Virginia y Silvie. Dos años más tarde la familia se trasladó a Torrance en California.
Desde pequeño era llamado por su familia Louie. Tuvo una infancia con dificultades debido a que se metía en constantes problemas y en peleas con sus compañeros de clase, por su origen extranjero.

### Juventud
Su hermano mayor, Pete, que entrenaba en el equipo de atletismo de la Escuela Secundaria de Torrance, comenzó a alentarle para que se apuntara al equipo y así dejara de meterse en problemas. Louie comenzó a entrenar con él y en su primer año en el equipo quedó quinto en su primera carrera. Motivado por su hermano, comenzó a entrenar más, dejó de fumar y beber alcohol. Empezó a ganar más carreras, por lo que comenzó a ser más conocido en el instituto y en el pueblo. En 1934 rompió el récord escolar en la milla y se clasificó para el campeonato estatal, donde obtuvo otra victoria, con lo que logró una beca en la Universidad del Sur de California.
Después de un verano de carrera en 1932, comenzando con la primera a campo traviesa. Durante los últimos tres años de la escuela secundaria, estuvo invicto. [6] Comenzó a batir los récords de su hermano. En 1934, estableció un récord interescolar para la milla, 4 minutos, 21.2 segundos (4ᵐ21.2ˢ) en la reunión preliminar de los campeonatos estatales de California. [7] [a] La semana siguiente, ganó el campeonato CIF California State Meet con 4ᵐ27.8ˢ. [8] Ese registro lo ayudó a ganar una beca para la Universidad del Sur de California. Durante su vida en la USC, formó parte del capítulo Delta Eta de la Fraternidad Kappa Sigma.
En 1936, Zamperini decidió probar para los Juegos Olímpicos. En aquellos días, los atletas tenían que pagar su camino a las pruebas olímpicas, pero como su padre trabajaba para el ferrocarril, Louis podía obtener un boleto de tren sin cargo. Un grupo de comerciantes de Torrance recaudó lo suficiente para que el héroe local viviera una vez que llegó allí. Los 1.500 metros se apilaron ese año, con el eventual medallista de plata Glenn Cunningham, Archie San Romani y Gene Venzke, todos desafiantes para ingresar al equipo.
Zamperini no compitió los 1.500 metros, pero corrió los 5.000 metros. En uno de los días más calurosos del año durante la ola de calor de América del Norte de 1936 en la isla de Randalls, Nueva York, la carrera vio como colapsaba Norm Bright y otros favoritos durante la carrera. Se informó que 40 personas murieron por el calor solo en Manhattan esa semana.[9] Con un final de sprint al final, Zamperini terminó en un empate mortal contra el récord estadounidense Don Lash [6] y se clasificó para los Juegos Olímpicos de Verano de 1936 en Berlín, Alemania. Calificó a los 19 años, 178 días, con lo que Zamperini sigue siendo el calificado estadounidense más joven de 5,000 metros.[10]

### Juegos Olímpicos
Se creía que ni Zamperini ni Lash tenían muchas posibilidades de ganar la carrera olímpica de 5.000 metros de 1936 contra el poseedor del récord mundial Lauri Lehtinen. Más tarde, Zamperini relató varias anécdotas de su experiencia olímpica, incluido el atiborrarse en el viaje en barco a Europa: "Yo era un niño de la era de la Depresión que nunca había estado en una farmacia por un bocadillo en su vida", dijo, "y todo la comida era gratis. No solo tenía un panecillo dulce, sino siete cada mañana, con tocino y huevos. Mis ojos eran como platillos". Al final del viaje, Zamperini, en común con la mayoría de los atletas en el barco, había ganado mucho peso: en el caso de Zamperini, 12 libras (5 kg). Si bien el aumento de peso no fue ventajoso para su carrera, fue necesario para su salud, ya que había perdido 15 libras (7 kg) mientras entrenaba en el calor del verano en Nueva York para las pruebas olímpicas.
Zamperini finalizó octavo en el evento de distancia de 5.000 metros en esos Juegos Olímpicos, con 14m 46.8s, detrás del tiempo récord olímpico de Gunnar Höckert de Finlandia de 14m 22.2s (el poseedor del récord mundial Lehtinen fue segundo y el compañero de equipo de Zamperini, Lash, 13.º). Sin embargo, su última vuelta de 56 segundos fue tan rápida como para llamar la atención de Adolf Hitler, quien insistió en una reunión personal. Cuando Zamperini contó la historia (a través de un intérprete) Hitler le estrechó la mano y dijo: "Ah, eres el chico con el final rápido".

### Carrera universitaria
Después de los Juegos Olímpicos, Zamperini se matriculó como estudiante en la Universidad del Sur de California. En USC, fue miembro de la Fraternidad Kappa Sigma (Capítulo Delta-Eta). En 1938, Zamperini estableció un récord nacional de la milla colegial (~1609 metros) de 4m 08.3s, a pesar de los severos cortes en las espinillas de los competidores que intentaban golpearlo durante la carrera. Este récord se mantuvo durante quince años, lo que le valió el apodo de "Torrance Tornado".[14]

### Vida militar
Louis Zamperini se alistó en el Cuerpo Aéreo del Ejército de los Estados Unidos en septiembre de 1941 y obtuvo una comisión como subteniente. Fue enviado a la isla de Funafuti, en el Pacífico, como bombardero en un Consolidated B-24 Liberator bautizado como Super Man. En abril de 1943 durante una misión de bombardeo contra la isla de Nauru, ocupada por fuerzas japonesas, el Super Man fue dañado en combate y, algunos de la tripulación, heridos. Los sanos fueron transferidos a Hawái a la espera de reasignación. Zamperini, junto con algunos otros excompañeros del Super Man, fueron asignados para llevar a cabo una misión de búsqueda de una aeronave perdida. Se les dio otro B-24 llamado Green Hornet que era conocido entre los pilotos por ser un cacharro defectuoso. El 27 de mayo de 1943 durante la búsqueda, nuevas dificultades mecánicas causaron que el B-24 se estrellara en el océano a 1370 kilómetros (850 millas) al sur de Oahu, matando a ocho de los once hombres a bordo.
Los supervivientes (el piloto Russell Allen "Phil" Phillips, Francis "Mac" McNamara y Zamperini), con poca comida y sin agua, subsistían a base de agua de lluvia, pequeños peces que comían crudos y aves que aterrizaban en su balsa. Con las pequeñas herramientas que pudieron rescatar, los hombres eran capaces de sobrevivir en la diminuta balsa. Atraparon un par de albatros, que devoraron y utilizaron algunas partes de las aves como cebo para capturar peces, todo mientras se defendían como podían de los ataques constantes de tiburones y casi fueron volcados por una tormenta. Además, fueron ametrallados varias veces por un bombardero japonés, que pinchó su balsa salvavidas, pero nadie fue herido. McNamara murió después de 33 días en el mar.
En el 47.º día a la deriva, Zamperini y Phillips llegaron a tierra en las Islas Marshall donde fueron capturados por la Marina Imperial Japonesa. Los aviadores fueron mantenidos en cautividad, golpeados y maltratados hasta el final de la guerra en agosto de 1945. Fueron retenidos en el atolón de Kwajalein, hasta que después de 42 días fueron reubicados en el campo de prisioneros de guerra de Ōfuna. Luego, Zamperini fue transferido al campo de prisioneros Ōmori en Tokio y, al final, al de Naoetsu en el norte del Japón, hasta el fin de la guerra. Zamperini fue atormentado por un despiadado guardia, el cabo Mutsuhiro "el pájaro" Watanabe, que será incluido por el General Douglas MacArthur con el número 23 de la lista de los 40 criminales de guerra más buscados. El entonces Mayor Gregory "Pappy" Boyington, recluido en el mismo campo, menciona en su libro, Baa Baa Black Sheep que discutía con Zamperini recetas italianas para distraerse del hambre y de las brutales condiciones del campo.

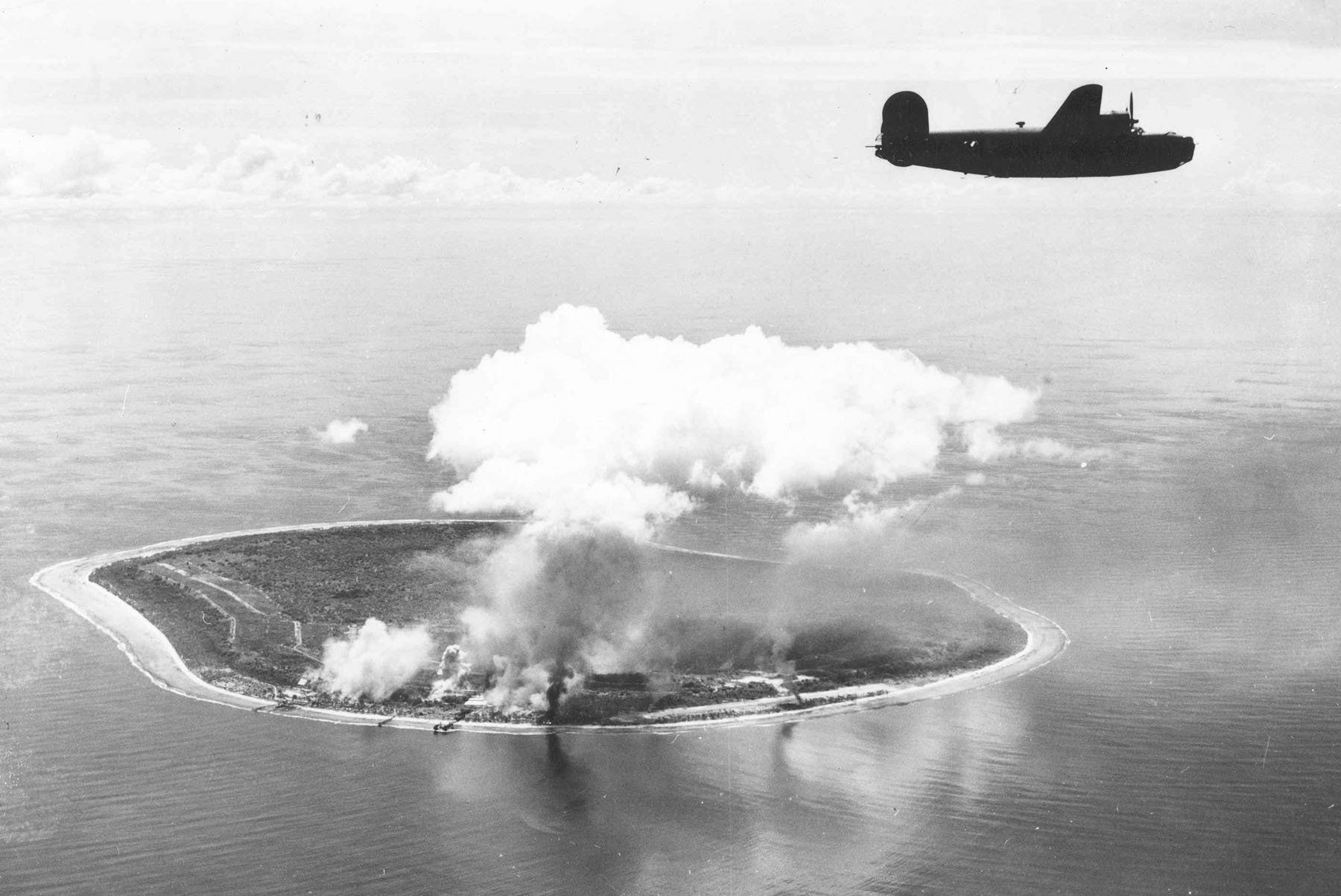
La isla de Nauru, ocupada por los japoneses bajo ataque de B-24s del Séptimo ejército del Aire en abril de 1943

### Vida de posguerra
Zamperini al principio fue declarado desaparecido en el mar, y luego, un año y un día después de su desaparición, muerto en combate. Cuando regresó a casa, recibió una bienvenida de héroe en 1945.
Se casó con Cynthia Applewhite en 1946, hasta que quedó viudo en 2001. Tuvieron dos hijos, Cissy y Luke.

### Evangelización
En una entrevista televisada en la Christian Broadcasting Network en 2003, Zamperini relató que después de la guerra, tuvo pesadillas sobre el estrangulamiento de sus antiguos captores y comenzó a beber, tratando de olvidar sus experiencias como prisionero. Su esposa Cynthia asistió a una de las cruzadas de evangelización encabezada por Billy Graham en Los Ángeles, y se convirtió en un cristiano nacido de nuevo. En 1949, al aliento de su esposa y sus amigos cristianos, Zamperini aceptó a regañadientes asistir a una cruzada. La predicación le recordó sus oraciones durante su tiempo en la balsa y el encarcelamiento, y se dedicó su vida a Cristo. Después, perdonó a sus captores y cesaron sus pesadillas.
Más tarde, Graham ayudó a Zamperini a iniciar una nueva carrera como evangelista cristiano. Uno de sus temas recurrentes fue el perdón, y visitó a muchos de sus exguardias para hacerles saber que los había perdonado. Esto incluyó una visita de octubre de 1950 a la prisión de Sugamo en Tokio, donde muchos criminales de guerra fueron encarcelados y a los que les expreso su perdón. Zamperini le dijo a CBN que algunos se convirtieron en cristianos en respuesta.

### Últimos años
Cuatro días antes de su octogésimo primer cumpleaños, en enero de 1998, Zamperini corrió un tramo en el relevo de la Antorcha Olímpica para los Juegos Olímpicos de Invierno en Nagano, Japón, no lejos del campo de prisioneros de guerra donde había estado detenido. Mientras estuvo allí, intentó reunirse con su jefe y el más brutal torturador durante la guerra, Mutsuhiro Watanabe, también conocido como "el Pájaro", quien había evadido el procesamiento como un criminal de guerra, pero Watanabe se negó a verlo. Sin embargo, Zamperini le envió una carta, indicando que aunque sufrió un gran maltrato por parte de él, lo perdonó. Se desconoce si Watanabe leyó la carta; Zamperini no recibió respuesta. En marzo de 2005, Zamperini regresó a Alemania para visitar el Estadio Olímpico de Berlín por primera vez desde que había competido allí.
En sus años 90, Zamperini continuó asistiendo a los partidos de fútbol americano de la USC, y se hizo amigo del mariscal estrella Matt Barkley en 2009.
Zamperini apareció en The Tonight Show con Jay Leno el 7 de junio de 2012, hablando sobre su vida en general, los Juegos Olímpicos de 1936 y sus hazañas durante la Segunda Guerra Mundial.

### Falso anuncio de muerte
Su muerte se notificó cuando el gobierno de los Estados Unidos lo dio por muerto en combate después de haber encontrado su avión Liberator B-24 en 1943, sin hallar ningún superviviente. El presidente Franklin D. Roosvelt incluso envió a los padres de Zamperini una carta de pésame en 1944.
Louis Zamperini falleció el 2 de julio de 2014 en su casa de Los Ángeles, a los 97 años, a causa de una neumonía.